# La Línea de la Concepción
La Línea de la Concepción (spanskt uttal: [la ˈlinea ðe la konθeβˈθjon], kortform: La Línea) är en stad och kommun i provinsen Cádiz i den autonoma regionen Andalusien i södra Spanien. Staden ligger vid Medelhavet, cirka 94 kilometer sydost om Cádiz. Kommunen gränsar till Gibraltar i söder och har starka ekonomiska och sociala band med territoriet. Kommunen har 64 177 invånare (2024), på en yta av 26,67 km².